# Lindenov
Lindenov eller Lindenow er slægtsnavnet for en dansk adelsslægt.
Slægten kom oprindeligt fra Sønderjylland. Den kendes fra 1381 ved ridder Johannes Thomesen og uddøde på sværdsiden 1738 med oberstløjtnant Godske Lauridsen Lindenov. Mest berygtet blev Sophie Amalie Lindenov til Lindenborg, der overlagt lod sin mand slå ihjel.
Slægten var bl.a. knyttet til herregården Borgeby ved Landskrone. Af danske godser kan nævnes Lindenborg Gods i Nordjylland, og Gavnø og Lindersvold – begge godser på Sydsjælland.
Slægten har dog også haft jyske besiddelser, Drenderupgård tilhørte godsjer Christopher Johansen Lindenov (1520 -1585), som i 1584 solgte godset Drenderupgård til kronen.[kilde mangler]
Slægtens våben var todelt; første felt rødt med tre lindegrene, andet felt hvidt med to røde bjælker.